# Сен-Пьер-де-Фюрсак
Сен-Пьер-де-Фюрса́к (фр. Saint-Pierre-de-Fursac) — коммуна во Франции, находится в регионе Лимузен. Департамент коммуны — Крёз. Входит в состав кантона Ле-Гран-Бур. Округ коммуны — Гере.
Код INSEE коммуны — 23231.

## Население
Население коммуны на 2010 год составляло 794 человека.
| 1962  | 1968  | 1975 | 1982 | 1990 | 1999 | 2010 |
| ----- | ----- | ---- | ---- | ---- | ---- | ---- |
| 1 058 | 1 019 | 872  | 817  | 805  | 787  | 794  |

## Экономика
В 2010 году среди 443 человек трудоспособного возраста (15—64 лет) 326 были экономически активными, 117 — неактивными (показатель активности — 73,6 %, в 1999 году было 67,5 %). Из 326 активных жителей работали 297 человек (159 мужчин и 138 женщин), безработных было 29 (13 мужчин и 16 женщин). Среди 117 неактивных 23 человека были учениками или студентами, 61 — пенсионерами, 33 были неактивными по другим причинам.